# Dendropsophus miyatai
Dendropsophus miyatai és una espècie de granota que viu al Brasil, Colòmbia, Equador i el Perú.
Està amenaçada d'extinció per la pèrdua del seu hàbitat natural.